# Aldabra
Vous lisez un « bon article » labellisé en 2010.
Ne doit pas être confondu avec Groupe d'Aldabra.
Aldabra, aussi appelé Aldabran, atoll d'Aldabra ou encore îles Aldabra, est un atoll des Seychelles dans l'Ouest de l'océan Indien. Il fait partie du groupe d'Aldabra dans les îles Extérieures. Inscrit sur la liste du patrimoine mondial de l'Unesco en 1982, l'atoll constitue une réserve naturelle stricte, un site Ramsar et une zone importante pour la conservation des oiseaux. Il cumule plusieurs faits notables : c'est le plus grand atoll surélevé au monde, il est le principal lieu de nidification de l'océan Indien pour la tortue verte, il abrite la plus grande population de tortues géantes des Seychelles, la plus grande colonie de phaétons à brins rouges et d'importantes colonies de frégates ariel et de frégates du Pacifique. Son isolement et l'absence d'occupation et d'activités humaines pérennes ont permis aux espèces animales et végétales de développer un certain endémisme tel le râle de Cuvier, la dernière espèce d'oiseaux ne pouvant voler des îles de l'océan Indien occidental.
Habité un temps par quelques travailleurs pour la pêche et la culture du sisal, du ricin commun et des noix de coco, Aldabra n'a jamais vraiment pu accueillir de population humaine de manière pérenne en raison de l'inhospitalité de ses îles, notamment leur aridité et le manque d'eau douce. Ses seuls visiteurs sont représentés par des pêcheurs croisant dans ses eaux, du personnel de la réserve naturelle, des scientifiques venus étudier les différents écosystèmes de l'atoll et des touristes dont le séjour est encadré par des gardes de la réserve naturelle, même si depuis 2016, l'île compte 12 habitants

## Toponymie
Aldabra est aussi appelé « Aldabran », « atoll d'Aldabra » ou encore « îles Aldabra », en anglais Aldabra Atoll et Aldabra Islands. Son nom viendrait de l'arabe al-Khadra, الخضرا qui signifie en français « la Verte », vraisemblablement en référence à la couleur des eaux de son lagon. Les premiers navigateurs Portugais l'appelaient Ilha Dara.

## Géographie

### Localisation
Aldabra est situé dans le Sud-Ouest des Seychelles, à 1 066 kilomètres au sud-ouest de Mahé, l'île principale du pays,,, à environ 420 kilomètres au nord-ouest de Madagascar,,,, au nord-est de l'archipel des Comores et à environ 640 kilomètres à l'est de la Tanzanie,,.
L'atoll est situé dans le groupe d'Aldabra qui inclut aussi un autre atoll, Cosmoledo, et deux îles, l'île Astove et l'île de l'Assomption,,. Il fait partie des îles Extérieures, un archipel corallien et largement inhabité du Sud-Ouest des Seychelles.

### Topographie

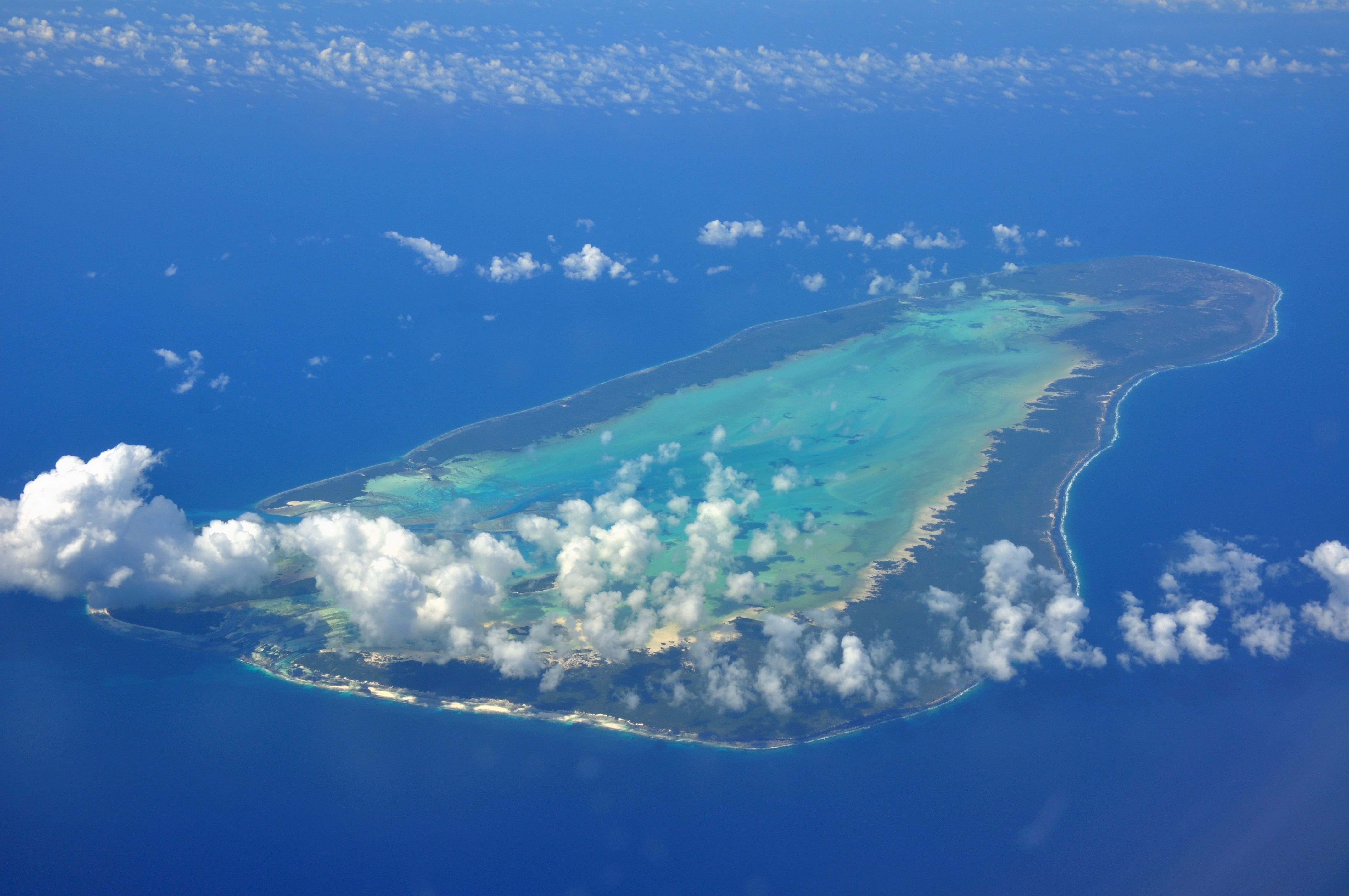
Image aérienne d'Aldabra vue en direction de l'est.

Aldabra est le plus grand atoll surélevé au monde,,,,,. Il mesure 34 kilomètres de longueur d'est en ouest pour 14,5 kilomètres de largeur maximale du nord au sud,. Les terres émergées représentent environ 155 km2 de superficie,, pour une superficie totale de l'atoll d'environ 350 km2, lagon inclus,. Aldabra est entièrement entouré par un étroit récif corallien
Aldabra est composé d'un total de 46 îles et îlots, y compris à l'intérieur du lagon,, dont quatre principales : l'île Grande Terre, l'île Malabar, l'île Picard et l'île Polymnie,  délimitent le lagon de la pleine mer. Seuls 12 autres îles et îlots sont pris en compte dans la liste des 115 îles seychelloises, ce sont : les 2 îles de la noix de coco, l'île de l'Euphrate (Esprit), l'île aux Cèdres, l'île Michel, l'île Moustiques, l'îlot Parc, l'îlot Émile, l'îlot Yangue, l'îlot Dubois, l'îlot Magnan et l'île Lanier.
Bien que le sol calcaire de l'atoll s'élève jusqu'à huit mètres au-dessus du niveau de la mer,, sur l'île Esprit, un îlot dans l'Ouest du lagon, le point culminant d'Aldabra est représenté par des dunes qui atteignent quinze mètres d'altitude,.
Le lagon mesure une trentaine de kilomètres de longueur d'est en ouest pour 182 km2 de superficie si bien qu'il pourrait contenir Mahé, l'île principale des Seychelles. Deux chenaux principaux, un plus petit et plusieurs passes lui permettent de communiquer avec la pleine mer et de subir les effets des marées d'une amplitude de deux à trois mètres,. Celles-ci donnent naissance à de nombreux bancs de sable et des estrans vaseux lors de la basse mer,,. 60 % des échanges d'eau entre le lagon et l'océan se font par la Grande passe située dans le Nord-Ouest de l'atoll entre les îles Picard et Polymnie et où les courants atteignent une vitesse de plus de 11 km/h,,. Le littoral tourné vers la pleine mer est majoritairement constitué de récifs coralliens formant de petits escarpements entrecoupés d'une cinquantaine de petites plages de sable,,.
Les infrastructures humaines présentes à Aldabra se résument à la station de recherche et les ruines du campement sur l'île Picard, dans le Nord-Ouest de l'atoll,, qui comprend un cimetière où sont enterrés des travailleurs chinois, une prison et une église. Une station où étaient broyés les os des tortues, peut-être pour en extraire du phosphate de calcium rentrant dans la fabrication d'engrais, se trouve aussi sur l'îlot La Gigi.

### Géologie

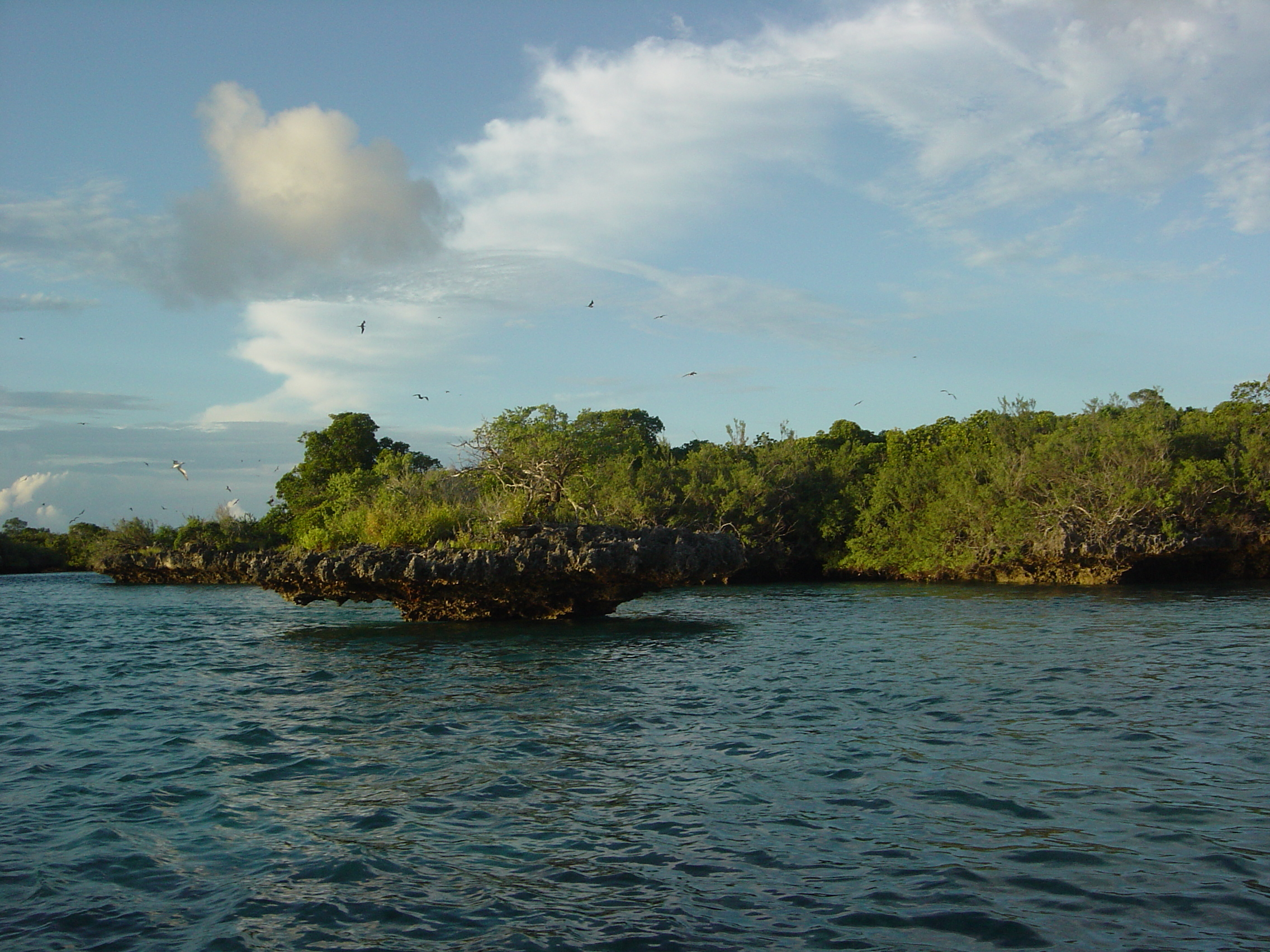
Formations coralliennes érodées en forme de champignon dans le lagon d'Aldabra.

Les roches d'Aldabra sont composées de récifs coralliens formés au Quaternaire, mesurant deux kilomètres d'épaisseur et s'élevant jusqu'à huit mètres au-dessus du niveau de la mer,. Cette couche calcaire repose sur un mont sous-marin d'origine volcanique s'élevant au-dessus des fonds abyssaux du bassin de Somalie dont la profondeur est de 4 000 à 4 500 mètres dans cette région. Durant la dernière période interglaciaire il y a 140 000 à 120 000 ans, le récif corallien d'Aldabra était totalement submergé, le niveau de la mer étant dix mètres plus élevé qu'aujourd'hui. Son émersion a commencé il y a environ 100 000 ans lors de la dernière période glaciaire. Au maximum glaciaire il y a 17 000 ans, Aldabra culmine à 120 mètres d'altitude et mesure environ 400 km2 de superficie. Lors de la fin de la période glaciaire, le niveau des mers remonte jusqu'au niveau actuel et le lagon se forme il y a environ 5 000 ans lorsque des brèches dans les îles donnent naissance aux quatre chenaux.
La partie émergée de ce récif corallien est fortement érodée et forme des arêtes coupantes et de nombreuses cavités, la progression à pied en dehors des pistes étant pour cette raison déconseillée,,. La plupart des cavités sont remplies d'eau de mer infiltrée subissant les effets des marées et surmontées d'une couche d'eau douce ou saumâtre,,. Hormis ces endroits rocheux, il existe des zones où la roche est relativement intacte. Un scientifique a nommé en 1911 les zones acérées sous le terme de « champignon » et les zones peu érodées sous le terme de « platin »,,. Ce terme de « champignon » est repris pour désigner les formations en calcaire corallien qui prennent cette forme lorsqu'elles s'élèvent au-dessus de l'eau. Les sols sont très minces et l'eau douce rare,,,.

### Climat
Le climat d'Aldabra est tropical et connaît deux saisons,. D'avril à octobre, les alizés soufflent depuis le sud-est et apportent de l'air relativement sec et frais avec des températures minimales de 22 °C en août. De novembre à mars, la mousson provenant du nord-ouest apporte plus d'humidité atmosphérique et des températures plus élevées avec au maximum 31 °C en décembre. La température moyenne annuelle de 27 °C varie selon une amplitude de 3,4 °C. La température la plus basse enregistrée est de 17,5 °C et la plus élevée est de 36,3 °C.
Malgré le passage de cyclones tropicaux durant la mousson, les précipitations annuelles sont relativement faibles et varient très fortement pour cette partie de l'océan Indien,. Ainsi une moyenne annuelle de 1 100 millimètres peut être établie mais elle peut varier de 349 à 1 467 millimètres pour la période allant de 1949 à 1978.

## Biodiversité
L'atoll constitue une écorégion terrestre dans la classification du Fonds mondial pour la nature sous le nom de « broussailles xérophiles de l'île d'Aldabra » et appartient au biome des déserts et brousses xériques de l'écozone afrotropicale. Bien que faisant partie des Seychelles, elle s'en distingue par ses caractéristiques géographiques, géologiques et biologiques. Aldabra connait également un niveau anormalement élevé d'endémisme végétal et animal et représente l'un des plus grands systèmes insulaires presque totalement vierge. En outre, il est seul à ne pas avoir une seule espèce introduite d'oiseaux.

### Flore
L'endémisme des espèces végétales à Aldabra représente une quarantaine d'espèces soit 12 % d'entre elles, ; 20 % des 176 espèces de plantes à fleur étant endémiques d'Aldabra ou d'autres atolls et îles du groupe d'Aldabra,. La mangrove, composée de palétuviers, constitue la principale formation végétale en bordure du lagon,,,. À l'intérieur des terres, la végétation est essentiellement composée d'une forêt uniforme de filaos qui dépassent rarement les quatre mètres de hauteur. À proximité des plans d'eau saumâtre, cette formation végétale laisse la place à des broussailles composées de Pemphis acidula,,. Ces broussailles peuvent être relativement éparses et dispersées parmi des herbes ou au contraire former une végétation plus dense à proximité des forêts.

### Faune

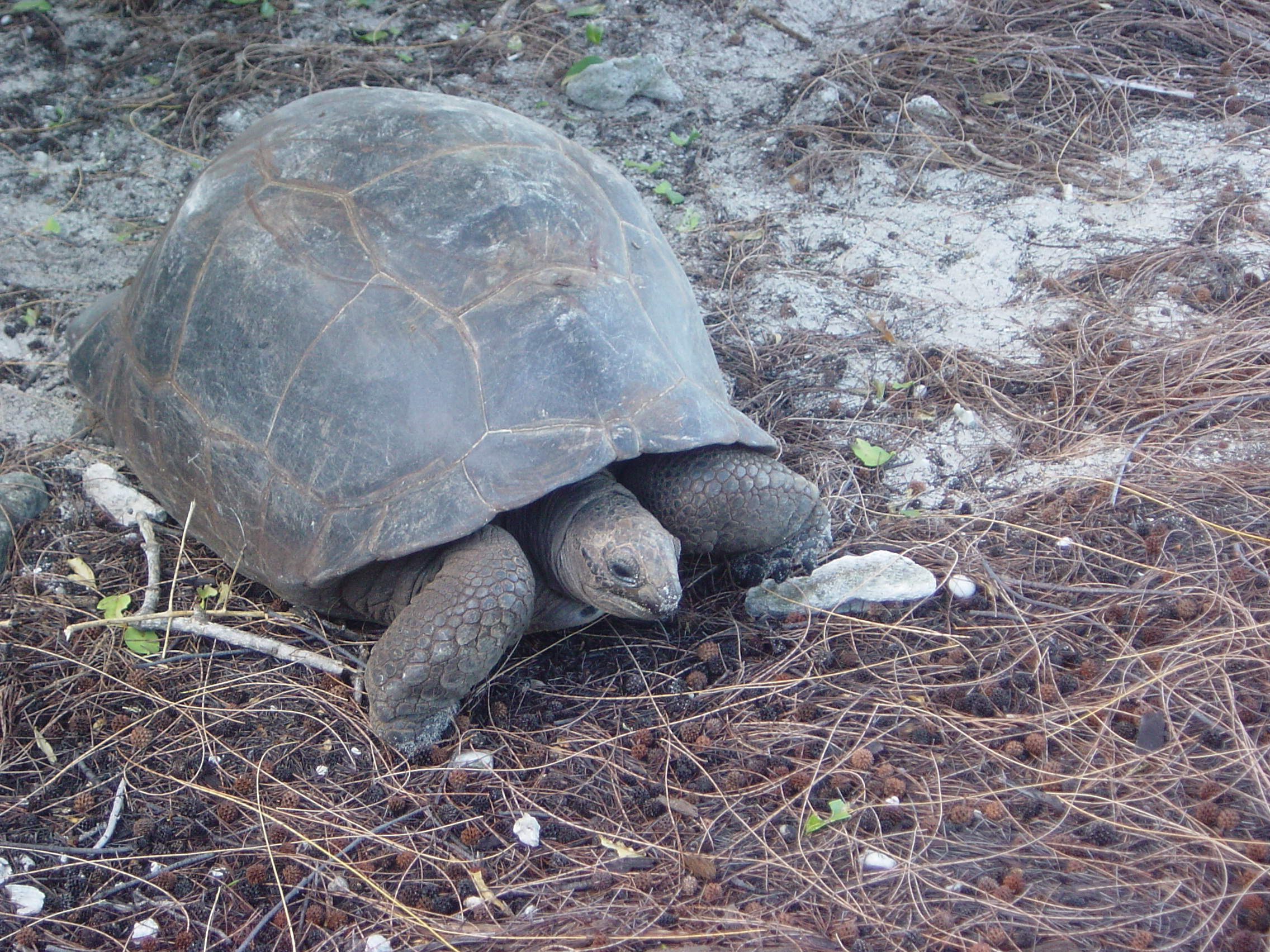
Tortue géante des Seychelles à Aldabra en 2005.

La plus grande colonie de tortues géantes des Seychelles au monde se trouve à Aldabra avec environ 150 000 individus,,,,. Cette espèce, Geochelone gigantea, y est endémique et terrestre,. Les plages d'Aldabra constituent le site de ponte le plus important de l'océan Indien pour la tortue verte, et un important site de ponte pour la tortue imbriquée,,,. Les autres reptiles d'Aldabra sont représentés par les geckos Hemidactylus mercatorius et la sous-espèce endémique Phelsuma abbotti abbotti ainsi que trois espèces de lézard dont l'espèce endémique Cryptoblepharus boutonii,,.
Aldabra constitue un important lieu de nidification pour dix espèces d'oiseaux marins et un lieu de vie pour de nombreuses autres espèces,. Ainsi, l'atoll constitue la plus importante colonie de phaéton à brins rouges et la seconde plus grande colonie de frégates ariel et de frégates du Pacifique,,,. D'autres espèces nicheuses sont représentées de manière conséquente comme cinq espèces d'Ardeidae, le fou à pieds rouges, la sterne diamant, le phaéton à bec jaune, la sterne caspienne dont Aldabra constitue le seul site de nidification océanique,, le crabier blanc qui ne nidifie qu'à Aldabra et à Madagascar ou encore le flamant des Caraïbes dont Aldabra constitue l'un des deux sites océaniques de nidification,,. Outre ces espèces d'oiseaux nicheurs, une quinzaine d'autres effectuant leur migration se rencontrent en grand nombre dans l'atoll, le drome ardéole étant le seul à y hiverner.

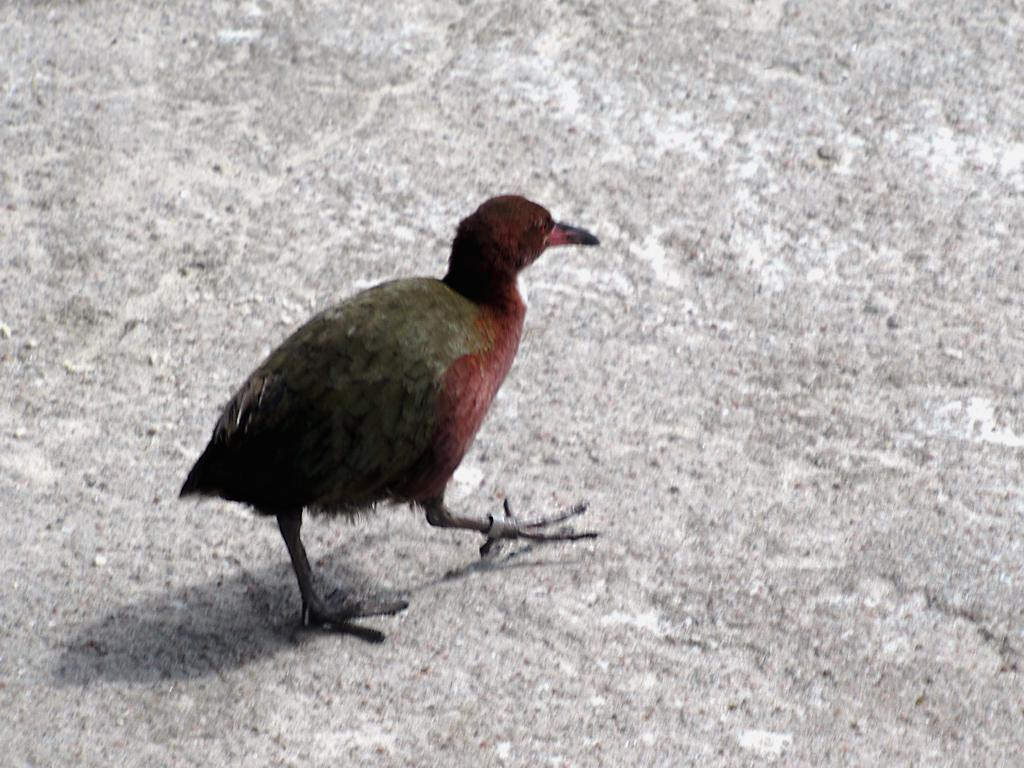
Râle de Cuvier à Aldabra en 2016.

Les oiseaux terrestres étaient représentés par quinze espèces dont l'ibis sacré qui y nichait. Parmi ces oiseaux, deux espèces, la nésille d'Aldabra et drongo d'Aldabra, ainsi que onze sous-espèces sont endémiques,,. Néanmoins, certaines ne sont plus présentes à Aldabra comme c'est le cas du nésille d'Aldabra endémique de l'atoll et désormais éteint depuis 1983 ou encore la chouette effraie absente depuis les années 1960. Seul le corbeau pie y est encore rencontré de manière abondante. Présent à Aldabra, le râle de Cuvier (Dryolimnas cuvieri) est la dernière espèce d'oiseaux ne pouvant voler des îles de l'océan Indien occidental,,,,,.
Les crabes terrestres sont représentés par plusieurs espèces dont le crabe de cocotier,,. Parmi les autres espèces d'invertébrés présentes dans l'atoll, un certain nombre sont endémiques,. C'est le cas pour environ 380 des 1 000 espèces d'insectes de l'atoll dont 125 sont des papillons,.
Les seuls mammifères natifs d'Aldabra sont représentés par deux espèces endémiques de chauve-souris insectivores, Chaerephon pusillus et Triaenops pauliani, les autres étant allochtones et invasives. C'est le cas du rat brun, de la chèvre, du chien, du chat et du porc,. En ce qui concerne le rat brun, la sous-espèce présente dans l'atoll a un régime alimentaire à tendance herbivore. Néanmoins, son style de vie semi-arboricole fait qu'aucune espèce animale n'est à l'abri de sa prédation, le rat se nourrissant notamment d'œufs. Certains îlots situés à distance des îles principales ne sont pas épargnés par sa présence, l'espèce s'avérant capable de nager,. La chèvre a fait l'objet d'une campagne abattage financée par la Banque mondiale en 1997,. En effet, les chèvres dénudent les arbres en consommant leurs feuilles ce qui provoque la mort des tortues géantes des Seychelles qui ne peuvent plus se protéger du soleil. Ainsi, une chèvre équipée d'un émetteur radio guidait le personnel vers les différents troupeaux qu'ils éliminaient. En sept mois, 832 bêtes sont tuées, ramenant leur population à une centaine d'individus uniquement cantonnés sur l'île Grande Terre alors qu'elles étaient présentes sur les quatre îles principales de l'atoll. Leur nombre serait en augmentation mais il est toujours prévu de les éliminer complètement de l'atoll. Le chat était surtout présent sur l'île Picard et l'île Malabar, les conditions de vie des autres îles et notamment les disponibilités en eau douce ne permettant pas leur survie ailleurs que sur ces deux îles. Cette espèce a fait l'objet d'une campagne d'éradication dans les années 1970 et elle n'a plus été observée à Aldabra depuis cette époque bien que des campagnes d'éradication soient toujours envisagées. Enfin, une autre espèce invasive est représentée par Icerya seychellarum, une espèce de cochenilles dont la technique d'éradication est la prédation par Rodolia chermesina, une coccinelle.
La faune aquatique du lagon est représentée par de très nombreuses espèces de poissons, y compris des requins et des raies,. En revanche, le récif corallien qui entoure Aldabra contraste avec la faune et la flore terrestre de l'atoll notamment au niveau de l'endémisme puisque les espèces peuplant le récif sont généralement communes aux autres récifs coralliens de l'océan Indien. Il reste néanmoins très riche et la faune y est abondante, ce récif corallien étant considéré comme préservé de toute agression extérieure.

## Histoire

### Découverte et tentative de colonisation
Aldabra est connu des marins arabes qui lui ont donné son nom. Les premiers Européens à découvrir l'atoll sont vraisemblablement les Portugais qui font la première mention d'Aldabra sur des cartes en 1517. L'atoll connaît alors quelques visites mais sa situation à l'écart des routes maritimes, son inhospitalité, la rareté de l'eau potable, et son absence de mouillage en eau profonde ne permettent pas d'implantation humaine pérenne,. Néanmoins, l'atoll sert de point de ravitaillement pour les marins croisant dans le secteur au cours du XVIe siècle. Ces derniers y chassent les tortues afin de remplir leurs cales de denrées fraîches. Des Seychellois viennent pêcher et chasser les tortues marines dans les eaux autour de l'atoll au cours du XVIIIe siècle et ils y débarquent pour y chasser tortues terrestres et oiseaux. Ils y introduisent par la même occasion le rat, le chat, la chèvre et le porc, soit accidentellement, soit volontairement afin de constituer une réserve de nourriture. Le concombre de mer fait aussi l'objet d'une récolte par des travailleurs chinois dont ceux morts dans l'atoll y sont enterrés dans un cimetière sur l'île Picard. Ces incursions humaines ont eu de graves conséquences pour Aldabra avec la diminution des populations de tortues, qu'elles soient terrestres ou marines, notamment en raison de la chasse mais aussi de l'introduction du porc.
La première puissance coloniale à prendre possession d'Aldabra est la France en 1742 mais les Britanniques l'intègrent à leur empire colonial au terme des guerres napoléoniennes avec le traité de Paris en 1814,. À la fin du XIXe siècle, en 1874, en 1878 ou en 1888, des Seychellois originaires de Mahé s'installent à Aldabra, sur l'île Picard, sous l'impulsion de l'administration coloniale britannique de Maurice. Ils y pratiquent la pêche, l'extraction du phosphate et la culture du ricin commun, du sisal et des cocotiers pour la production du coprah,. Bien que l'extraction du phosphate ait avorté en raison de la faiblesse des gisements et des coûts d'exploitation élevés,, les autres produits sont exportés sur le continent africain.

### Recherches scientifiques et protection

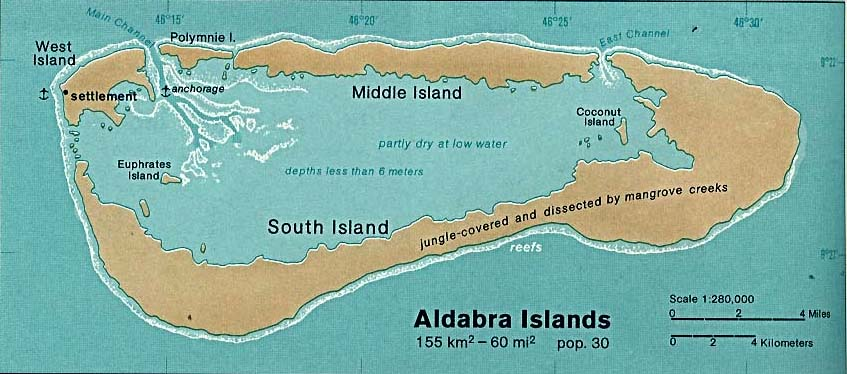
Carte d'Aldabra datant de 1976 lorsque l'atoll était encore habité par une trentaine de personnes.

Les scientifiques commencent à s'intéresser à Aldabra à partir de la fin du XIXe siècle lorsque la faune, la flore et la géologie de l'atoll sont étudiées pour la première fois,. Les tortues géantes des Seychelles, menacées d'extinction après une chasse trop intensive, font aussi l'objet des premières mesures de protection dans les années 1940 et 1950. L'océanographe et vulgarisateur Jacques-Yves Cousteau et son équipe de scientifiques ont plongé dans les eaux de l'atoll et notamment celles de ses passes lors de son passage dans le groupe d'Aldabra en 1955 pour le tournage du documentaire Le Monde du silence (sorti l'année suivante, en 1956). Mais l'île, dans le film, au lieu d'être identifiée par son nom, est présentée comme étant une île déserte, dans un but sensationnaliste (lors de cette scène du film, Cousteau commente ainsi, en voix off : « On dirait une île déserte. L'Homme n'a jamais dû s'aventurer par ici »). Les tortues terrestres et certaines espèces d'oiseaux ont aussi été tournées en présence de l'équipage de la Calypso, le navire de l'expédition.
En 1962, le gouvernement britannique commence à étudier la possibilité d'installer sur l'atoll une base militaire anglo-américaine comprenant un aéroport,,,. Dans ce but, Aldabra est incorporé en 1965 au territoire britannique de l'océan Indien, un nouveau territoire britannique d'outre-mer créé dans le cadre de la prochaine indépendance de Maurice. Face à la protestation du public et des scientifiques dans ce qui sera appelée l'« affaire Aldabra », l'idée est finalement abandonnée quelques mois plus tard au profit de Diego Garcia dans l'archipel des Chagos,,. À cette occasion, des scientifiques font preuve d'un regain d'intérêt pour Aldabra et y débutent de nouvelles campagnes de recherche entre 1967 et 1979 au cours desquelles une station de recherche est construite en 1970 et 1971,. Entre-temps, les Seychelles récupèrent Aldabra qui est détaché du territoire britannique de l'océan Indien avec son indépendance en 1976 et le rapport de la Royal Society est remis au gouvernement du nouveau pays en 1980,. Sur la base de ce rapport et sous l'autorité de la Seychelles Islands Foundation, créée en 1979, l'atoll est classé réserve naturelle le 21 septembre 1981,,. L'année suivante, Aldabra est inscrit sur la liste du patrimoine mondial de l'Unesco, et il constitue un site Ramsar depuis le 2 février 2010. La réserve est également reconnue zone importante pour la conservation des oiseaux depuis 2001.
D'autres programmes de recherche sont menés sur Aldabra comme celui du Fonds pour l'environnement mondial de la Banque mondiale qui en profite pour rénover la station de recherche de l'atoll, entreprendre la lutte contre les chèvres et établir un programme de gestion en 1996,. Toutefois, ces programmes de recherche se sont essentiellement concentrés sur l'environnement terrestre d'Aldabra si bien que ses écosystèmes aquatiques sont relativement peu connus.

## Protection

### Statut
Aldabra obtient le statut de réserve naturelle le 21 septembre 1981 sous le nom de « réserve spéciale d'Aldabra » avant d'être classé sur la liste du patrimoine mondial de l'Unesco en 1982 sous le nom d'« atoll d'Aldabra »,, et de constituer un site Ramsar de 439 km2 depuis le 2 février 2010 sous le nom d'« atoll d'Aldabra ». Son classement dans la liste du patrimoine mondial de l'Unesco s'est fait selon les critères naturels vii, ix et x. Ceux-ci correspondent à des sites naturels présentant une « beauté [...] exceptionnelle », des processus écologiques et biologiques représentatifs ainsi que des habitats d'une grande importance pour la biodiversité, notamment parce qu'ils abritent des espèces menacées d'extinction.
Aldabra est un atoll parmi les plus préservés au monde. Il est géré par la Seychelles Islands Foundation,, et constitue une réserve naturelle stricte selon les critères de l'UICN,. Le personnel de la Seychelles Islands Foundation présent dans l'atoll s'élève généralement de dix à quatorze personnes auxquelles il faut rajouter les scientifiques dont le nombre varie en fonction des missions.

### Menaces
Son isolement et son environnement hostile à l'Homme ont contribué à la préservation des écosystèmes d'Aldabra,,,. Le rat brun, la chèvre, le porc, une espèce de cochenilles, le chien, le pigeon ou encore la poule sont toutefois présents dans l'atoll,,,. Ces espèces causent de nombreux dégâts parmi les populations d'oiseaux, de tortues et d'arbres,.
Le seul moyen de lutte contre le rat brun actuellement en place dans l'atoll est leur piégeage autour de la station scientifique,. Son impact général n'est pas bien connu hormis chez les populations de passereaux chez qui il fait beaucoup de dégâts. Bien que leur nombre soit en augmentation, les chèvres ne sont plus présentes que sur l'île Grande Terre depuis 1997 grâce à un programme d'abattage qui les a éliminées des îles Malabar, Polymnie et Picard,. Une autre espèce invasive est représentée par Icerya seychellarum, une espèce de cochenilles,. Introduite accidentellement dans les années 1960, elle s'attaque aux plantes arborescentes et fait l'objet d'une tentative de contrôle des populations par Rodolia chermesina, une coccinelle prédatrice des cochenilles et introduite volontairement à la fin des années 1980. Le chat, qui était présent à Aldabra depuis la fin du XVIIIe siècle, n'est plus observé depuis les années 1970 lorsqu'une campagne d'éradication est menée. Toutefois, des programmes d'élimination sont toujours prévus pour cette espèce. La poule ne fait l'objet d'aucune mesure de grande ampleur hormis son abattage et sa crémation systématique en cas de maladie. La population est même entretenue par l'arrivée de nouveaux individus dont la santé est contrôlée afin de renouveler le stock génétique de l'espèce dans l'atoll.
Les autres menaces pesant sur les écosystèmes d'Aldabra sont représentées par l'élévation du niveau de la mer, la hausse de la température de surface de la mer, l'érosion côtière, la surpêche, la modification du régime des précipitations, les incendies en raison du climat relativement aride, les perturbations et dégâts provoqués par les visiteurs, notamment les cinéastes de films documentaires et photographes mais aussi les scientifiques non autorisés, et enfin la pollution des eaux, notamment par les produits chimiques amenés par l'Homme, les déchets flottants ainsi que le dégazage et le risque de marée noire avec les pétroliers croisant au large. La pollution par le plastique sur Aldabra est alarmante. Une étude estime notamment la masse de plastique présente sur l’atoll à 550 tonnes, parmi lesquels 83 % de matériel de pêche abandonné. Elle estime le coût d'une partie de la dépollution à 4,68 millions de dollars (3,86 millions d’euros).

### Missions scientifiques
Aldabra est accessible sur autorisation, notamment aux scientifiques qui disposent d'une station de recherche, et ses visiteurs doivent se conformer à sa réglementation visant à protéger l'atoll,,. Les sujets d'étude de ces scientifiques s'organisent autour de trois axes majeurs : la lutte contre les espèces invasives, la protection des espèces et la recherche scientifique,.
La lutte contre les espèces invasives a fait l'objet de plusieurs campagnes qui concernent le rat brun avec le piégeage, le chat avec sa capture totale dans les années 1970, la chèvre également par capture jusqu'en 1997 et enfin la cochenille Icerya seychellarum par le contrôle des populations via la prédation. La recherche concerne la flore en général, les poissons par le contrôle et l'étude des prises de pêche ainsi que les écosystèmes marins, dont les mangroves et les herbiers marins. Outre la faune et la flore, le climat fait aussi l'objet d'études via les précipitations et l'érosion côtière, notamment au niveau des plages, tente d'être comprise et quantifiée,. La protection des espèces se fait en faveur des tortues marines et terrestres via la sauvegarde des pontes et du râle de Cuvier qui a bénéficié d'un programme de réintroduction sur l'île Picard.

## Tourisme
Le tourisme à Aldabra est strictement encadré et son accès est règlementé. Ce fonctionnement restrictif des visites dans l'atoll et l'absence totale d'infrastructure d'accueil exclut ainsi tout tourisme de masse tel qu'il peut exister dans d'autres îles des Seychelles. Il fournit aussi une partie des revenus de la Seychelles Islands Foundation grâce aux 900 touristes environ qui visitent l'atoll chaque année et qui doivent s'acquitter d'un droit d'accès.
Tout visiteur doit demander une autorisation de visite auprès de la Seychelles Islands Foundation et doit être accompagné pendant toute la durée de son séjour par un garde de la réserve naturelle qui veille au strict respect des règles visant à protéger les écosystèmes d'Aldabra. Ce garde peut aussi fournir des explications sur le fonctionnement de ces écosystèmes à la demande des visiteurs. Néanmoins, cette prise en charge ne signifie pas que la visite de l'atoll est guidée, le visiteur restant libre d'aller où il veut dans le cadre du règlement de la réserve naturelle et responsable de ses actes et de sa sécurité. Ces règles encadrent l'approche par bateau à moins d'un kilomètre des côtes, le débarquement sur les îles, la cohabitation avec les espèces animales et végétales, le respect des formations géologiques et coralliennes et les activités telles que le PMT ou la plongée sous-marine, autorisées uniquement dans des zones bien spécifiques. Certaines activités sont soumises au paiement d'une taxe journalière et par personne telle le débarquement sur les îles ou encore le tournage de films et la prise de photographies à des fins professionnelles.

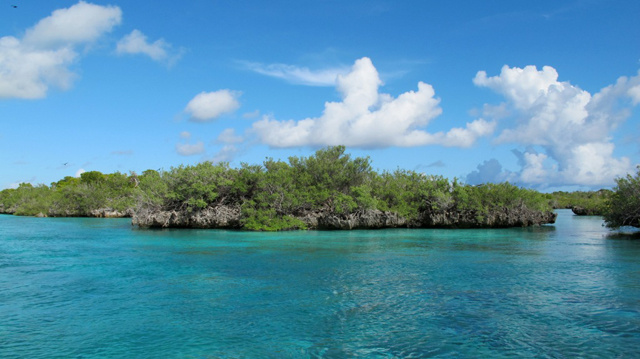
Paysage du lagon d'Aldabra.

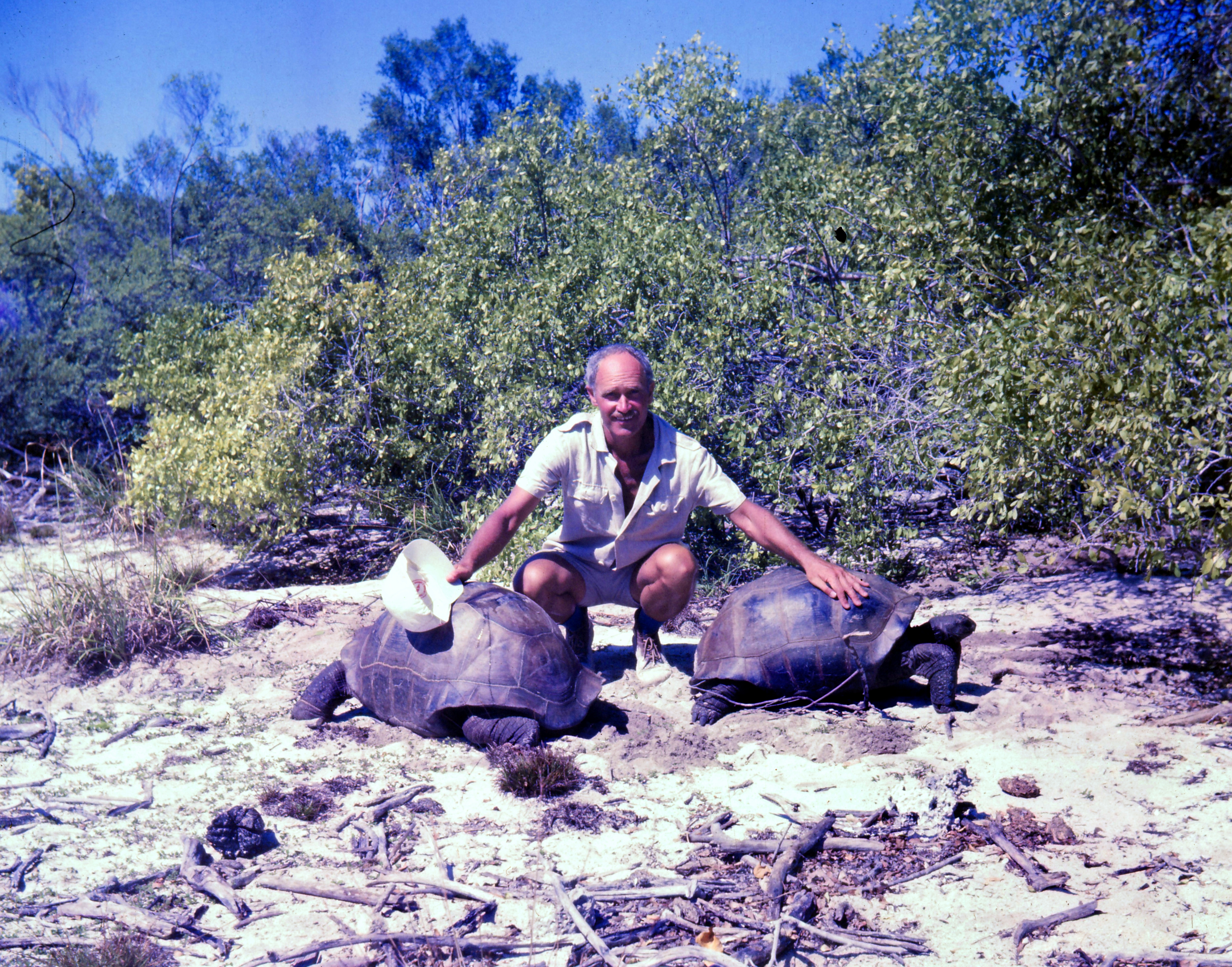
, géographe russe en visite sur Aldabra en 1978, avec deux spécimens de Tortue géante des Seychelles.